# Elvira Lerena
Elvira Lerena Martínez (Montevideo, 4 de agosto de 1919- Montevideo, 2005) fue una bibliotecaria y profesora Uruguaya, precursora de la Licenciatura en Bibliotecología en su país.

## Biografía
Estudió en la Facultad de Derecho entre 1938 y 1940 ejerciendo también como profesora de Idioma Español y Literatura en Enseñanza Secundaria. 
Fue la primera egresada de la Escuela de Bibliotecnia, de aquel entonces, dependiente en primera instancia de la Asociación de Ingenieros del Uruguay en 1943. Revalidando su título ante la Universidad de la República por el de licenciada en Bibliotecología en 1990. 
Realizó estudios de posgrado en la Universidad de Denver (Colorado, Estados Unidos) entre 1944 y 1945.
A su regreso ejerció la docencia en Bibliotecología hasta 1971, fecha en la que fue exiliada por la Dictadura cívico-militar en Uruguay (1973-1985) reintegrándose en 1986.
La mayor parte de su exilio lo realizó en Suecia donde además de actividades profesionales participó de actividades comunitarias y de defensa de los derechos humanos. Fundó la Casa  del  Uruguay en  1976 junto a Luciano Da Silva y Jorge Cabrera (periodista).

## Actividad académica
Durante su gestión en la Universidad de la República, Lerena desarrolló una intensa labor en el cogobierno universitario y fue también Directora de la Escuela de Bibliotecología en los períodos comprendidos entre 1947–1965 y 1986–1990 donde colaboró en la propuesta de un plan de estudios de la carrera que contemplara aspectos responsabilidad y compromiso social no sólo aspectos técnicos.
Su especialidad fue el análisis de la información y los sistemas de información bibliográfica brindando sus conocimientos no solo en el ámbito docente sino en sus trabajos particulares como Jefa de Procesos Técnicos de la Biblioteca Artigas – Washington en Montevideo (1943-1948), Jefe Profesional de Trámite, Archivo y Biblioteca de la Administración General de las Usinas y Teléfonos del Estado (actual UTE) de 1951 a 1970. En la época del exilio trabajó como Especialista en Formación Educativa entre 1971 y 1972 y luego de otros trabajos en Santiago de Chile y Buenos Aires emigró a Suecia donde ejerció como Directora de la Biblioteca del Instituto Ibero-Americano de la Instituciónde Lenguas Romances de la Universidad de Gotemburgo, (Suecia) desde 1976 a 1986.